# Jörgen Kruth
Jörgen Kruth, född 8 maj 1974, är en svensk thaiboxare och MMA-utövare som tävlat i K-1. Hans senaste klubb var Vallentuna Boxing Camp. Kruth är 189 cm lång och väger 92 kg. Kruth började träna kampsport såsom judo och jujutsu år 1984 och gick sedan över till taekwondo och thaiboxning. Han gick under 90-talet två matcher i savate, den första förlorade han mot Richard Thomas i Marseille. Den andra gick han på en internationell savategala 1997 i Karlskrona där han fick oavgjort mot John Hoth. Han gjorde sin K-1-debut 1999 i Japan då han vann på knock out. Sedan dess har han gått över 20 K-1-matcher vilken gör honom till Skandinaviens mest erfarna fighter och en av de bästa i världen. Jörgen Kruth gick sin första MMA-match den 18 april 2009 och besegrade då Arturas Liutika på tko.
Kruth var en av deltagarna i SVT:s realityserie Maestro som sändes sensommaren och hösten 2011. 
Våren 2020 deltog han i Mästarnas mästare.

## Prestationer

### Kick- & thaiboxning
- 83 matcher
- 68 vinster
- 2 oavgjorda
- 13 förluster
- 31 knock outs

### Professionell boxning
- 1 match 1 vinst
- MMA:
- 3 Matcher
- 3 Vinster
- 2 Knockouts
- 1 Submission

## Karriär
- WKA World Champion, Muay Thai -98
- WKA Amateur World Champion, Kickboxing -97
- IAMTF Amateur World Champion, Muay Thai -96, -97 (2 gånger)
- K-1 Europe & Russia Elimination Tournament Champion i Kroatien -00
- K-1 The Netherlands Elimination Tournament finalist -01
- K-1 The Netherlands Elimination Tournament Champion -03
- K-1 Italy Elimination Tournament Champion -04
- WMC Superheavyweight World Champion, Muay Thai -04